# Maravatío del Encinal
Maravatío del Encinal es una localidad del estado mexicano de Guanajuato. Es parte del municipio de Salvatierra.

## Toponimia
El nombre «Maravatío» proviene del purépecha, su significado es «lugar precioso».

## Demografía
| Gráfica de evolución demográfica |
|                                  |

| Censo | Población |
| ----- | --------- |
| 1900  | 1 352     |
| 1910  | 1 515     |
| 1921  | 1 906     |
| 1930  | 2 003     |
| 1940  | 1 773     |
| 1950  | 1 776     |
| 1960  | 2 373     |
| 1970  | 3 435     |
| 1980  | 4 750     |
| 1990  | 4 560     |
| 2000  | 3 777     |
| 2010  | 3 398     |
| 2020  | 3 308     |